# Les rebels
Les rebels (títol original en danès, Ustyrlig, lit. ‘Incontrolable’; distribuïda en anglès com a Unruly, lit. ‘Indisciplinada’) és un llargmetratge danès del 2023 dirigit per Malou Reymann. El guió és de la mateixa Reymann en col·laboració amb Sara Isabella Jønsson. Està produïda per Matilda Appelin per a Nordisk Film. S'ha subtitulat al català.
L'acció està ambientada a la Dinamarca de la dècada del 1930 i està inspirada en fets reals. Es tracta de l'adolescent Maren, qui envien a la institució de dones d'Sprogø perquè la consideren una promiscua. Allí s'espera que aprengui a comportar-se com una dona jove normal i adequada.

## Repartiment
- Emilie Kroyer Koppel – Maren
- Jessica Dinnage – Sørine
- Lene Maria Christensen – Frida Nielsen
- Anders Heinrichsen – Hans-Otto Wildenskov
- Danica Curcic – Ursuala Ahlefeldt-Laurvig

## Premis i reconeixements
La pel·lícula es va estrenar al Festival Internacional de Cinema de Toronto el 10 de setembre de 2022. També es va projectar en diversos festivals de cinema, com l'Oslo Pix i el Festival Internacional de Cinema Noruec. Durant el Festival de Cinema de Göteborg del 2023, va guanyar el Drac a la millor pel·lícula nòrdica, i durant la cerimònia dels premis Robert de 2024 va endur-se el guardó al millor guió original, així com Jessica Dinnage va ser premiada com el premi a la millor actriu de repartiment.
També va rebre el premi Fritz Gerlich al Festival de Cinema de Múnic de 2023. Emilie Kroyer Koppel va rebre el premi a millor actriu al Festival Internacional de Cinema de la Riviera de 2023.